# Začinski buket
Začinski buket ili bouquet garni (fr.) izraz je za svežanj začinskog svježeg bilja koji sačinjavaju: peršin, majčina dušica i lovor, omotano aromatičnim celerom ili zelenim dijelom poriluka, u svježanj. Dodaje se jelima od bijelog mesa, a isto tako i jušnim jelima. Kuhar Pierre de Lune je prije više od 300 godina otkrio bouquet garni.
Kada kažemo bouquet garni mislimo na svježnjić začinskog svježeg bilja. To je ustvari francuski izraz za svežanj od 3 stabljike peršina, 1 male grančice majčine dušice i 1 malog lovorovog lista. Sve ovo može se omotati u neko aromatično povrće, na primjer u stabljiku celera ili poriluka. No, buket garni može biti složen i od drugog bilja u raznim kombinacijama. Na primjer, često se pravi od lista lovora, ružmarina, majorana, poriluka, majčine dušice, te peršunovog i celerovog lista. Nakon pripreme jela, buketić sa začinima se jednostavno izvadi. Inače začinski buket, kombinacija povrća i začina, obogaćuje razna variva, temeljce, juhe ili umake, kao na primjer mlijeko kod pripreme bešamel umaka.